# Groupe de NGC 271
Le groupe de NGC 271 comprend au moins sept galaxies situées dans la constellation de la Baleine. La distance moyenne entre ce groupe et la Voie lactée est d'environ 53,6 Mpc (∼175 millions d'al). 

## Membres
Le tableau ci-dessous liste les sept galaxies du groupe dans l'ordre indiquées dans l'article de A.M. Garcia paru en 1993.   
| Nom     | Classification    | Type                     | α (J2000.0)   | δ (J2000.0)  | Vitesse radiale (km/s) | Magnitude apparente | Distance (Mpc) | Dimensions (kal) |
| ------- | ----------------- | ------------------------ | ------------- | ------------ | ---------------------- | ------------------- | -------------- | ---------------- |
| NGC 245 | SA(rs)b pec?      | Spirale                  | 00h 46m 05.4s | -01° 43′ 24″ | 4078 ± 10              | 12,3                | 55,2 ± 3,9     | 39               |
| NGC 259 | Sbc?              | Spirale                  | 00h 48m 03.3s | -02° 46′ 31″ | 4045 ± 6               | 12,8                | 54,8 ± 3,9     | 132              |
| NGC 271 | (R')SB(rs)ab      | Spirale barrée           | 00h 50m 41.8s | -01° 54′ 37″ | 4129 ± 10              | 12,0                | 55,4 ± 4,1     | 159              |
| NGC 279 | (R')SAB(r)0+ pec? | Spirale intermédiaire    | 00h 52m 08.9s | -02° 13′ 06″ | 3878 ± 10              | 12,7                | 52,3 ± 3,7     | 86               |
| NGC 307 | S0^0?             | Lenticulaire             | 00h 56m 32.6s | -01° 46′ 19″ | 4010 ± 22              | 12,8                | 52,7 ± 3,7     | 103              |
| MK 557  | Im?               | Irrégulière magellanique | 00h 48m 53.2s | -02° 22′ 55″ | 3918 ± 21              | 15,06               | 52,9 ± 3,7     | 16               |
| UGC 505 | SB(rs)bc?         | Spirale barrée           | 00h 49m 25.9s | -01° 46′ 17″ | 3856 ± 8               | 14,63               | 52,1 ± 3,7     | 79               |

Le site DeepskyLog permet de trouver aisément les constellations des galaxies mentionnées dans ce tableau ou si elles ne s'y trouvent pas, l'outil du site constellation permet de le faire à l'aide des coordonnées de la galaxie. Sauf indication contraire, les données proviennent du site NASA/IPAC.